# Шагдыржап, Иргит
Иргит Чапсын оглу Шагдыржап (2 января 1899, с. Соолчер, Танну-Урянхай — 1959) — тувинский советский партийный и государственный деятель, генеральный секретарь ЦК Тувинской народно-революционной партии (1929—1932).

## Биография
Родился в бедной многодетной семье аратки Чапсын. С малых лет батрачил на местных феодалов.
В 1921 г. он становится председателем арбана-десятидворки. Член Народно-революционной партии Тувы (ТНРП) с 1923 г.
В 1922 г. работает писарем-секретарем в министерстве внутренних дел. В 1923 г.становится писарем министерства юстиции Тувинской Народной Республики (ТНР), секретарём Верховного суда.
В 1924 г. его направляют на работу среди молодёжи. Участвовал в подавлении Хемчикского мятежа. В июне 1924 г. на молодёжном собрании в Кызыле выступил с докладом о создании Революционного союза молодёжи в Туве.
В начале 1925 г. был назначен председателем Тес-Хемского хошунного комитета ТНРП. В декабре 1925 г. был избран председателем ЦК Тувинского революционного союза молодёжи (ТРСМ). Стал инициатором осуждения и исключения из рядов Союза «правых оппортунистов». 
В ноябре 1929 г. был утверждён Генеральным секретарём ЦК ТНРП. В республике началась политика сплошной коллективизации аратских хозяйств, разорения монастырей, организации гонений не только на крупных феодалов, но и на крепких середняков.
В марте 1930 г. И. Шагдыржап в должности председателя Совета Генерального Штаба обороны участвовал в подавлении второго Хемчикского мятежа. 6 марта 1932 года он уступил место руководителя ТНРП С.Е. Токе.
В 1933 г. в последний раз участвовал на заседании XI съезда ЦК ТНРП. Специалисты прибывшей в Туву медицинской экспедиции Народного комитета здравоохранения РСФСР обследовали состояние здоровья бывшего генсека, он оказался серьёзно болен, и его срочно отправили на длительное лечение в Москву.
Вернулся в Туву он лишь в 1941 г.
7 апреля 1941 г. в протоколе Президиума Малого Хурала под номером 10 записана резолюция: «выгнать из членов Малого Хурала ТНР и изъять полученные за заслуги ордена и почетные грамоты у И. Шагдыржапа, С. Ойдупа и М. Чадамба». 21 июля 1942 г. он поменял свой партийный билет № 64 на новый. Однако вскоре власти это обнаружили и лишили его партийного билета. Он вновь написал заявление о зачислении его в партию, но 22 мая 1945 г. ему было окончательно отказано. 18 мая 1989 года, спустя 30 лет со дня смерти, он был восстановлен в рядах КПСС.
До XI съезда ТНРП оставался членом Политбюро ЦК ТНРП, и до 1941 г. — членом Малого Хурала ТНР. В июле 1936 г. был удостоен высшей награды страны — ордена Республики.
Внёс значительный вклад в развитие тувинской письменности, работая над первым алфавитом, создал первую книгу в истории Тувы. Считается первым тувинским журналистом.
Скончался в 1959 г.

## Комментарии
1. ↑  Ныне — в Эрзинском кожууне, Тыва, Россия.